# ماري ماكامون
ماري ليستر ماكامون (بالإنجليزية: Mary Lister McCammon)‏ ( 1928-11 أبريل 2008) كانت عالمة رياضيات بريطانية وأستاذة في جامعة ولاية بنسلفانيا. وكانت أول امرأة تحصل على درجة الدكتوراه في الرياضيات من إمبريال كلية لندن الإمبراطورية عام 1953.

## النشأة والتعليم
درست ماري ماكامون الرياضيات في جامعة لندن وتخرجت منها بدرجة البكالوريوس عام 1949 وحصلت على الماجستير عام 1950. كانت أول امرأة تحصل على درجة الدكتوراه في الرياضيات من كلية لندن الإمبراطوريةوحصلت على درجة الدكتوراه في عام 1953 لعملها على النماذج الرياضية لمعادلات نافييه-ستوكس.

## المسار المهني والأبحاث العلمية
انضمت ماري إلى معهد ماساتشوستس للتكنولوجيا لأبحاث ما بعد الدكتوراه. كما انضمت إلى جامعة ولاية بنسلفانيا في عام 1954. وقدمت دروسًا في التحليل العددي وحساب التفاضل والتكامل وبرمجة الكمبيوتر. 
شغلت منصب مدير الدراسات الجامعية مرتين، الأولى بين عامي 1963 و1975، ومرة أخرى من عام 1988 إلى عام 1998. تمت ترقية ماري ماكامون إلى درجة أستاذ عام 1992. قامت بوضع أول اختبار تحديد مستوى في الرياضيات، والذي تم تقديمه لجميع الطلاب الجدد.

## جوائز وتكريم
حصلت ماري ماكامون على العديد من الجوائز:
- عام 1982، جائزة كريستيان ماري ليندباك للتدريس المتميز.[9]
- عام 1984، جائزة تيريزا كوهن[10]
- عام 1991، جائزة كلية إيبرلي للعلوم [11]
- عام 1998، جائزة نول للتفوق في التدريس [12][7]

في عام 2000، أعلنت جامعة ولاية بنسلفانيا عن جائزة ماري ليستر ماكامون، وهي عبارة عن منحة للدراسات الجامعية، بالإضافة إلى جائزة مكامون للتعليم الجامعي المتميز التي سميت تكريماً لها.  وفي عام 2019، أعلنت كلية لندن الإمبراطورية عن زمالة ماري ليستر ماكامون الصيفية للبحوث لعالمات الرياضيات الجامعيات.